# 松旭斎天一

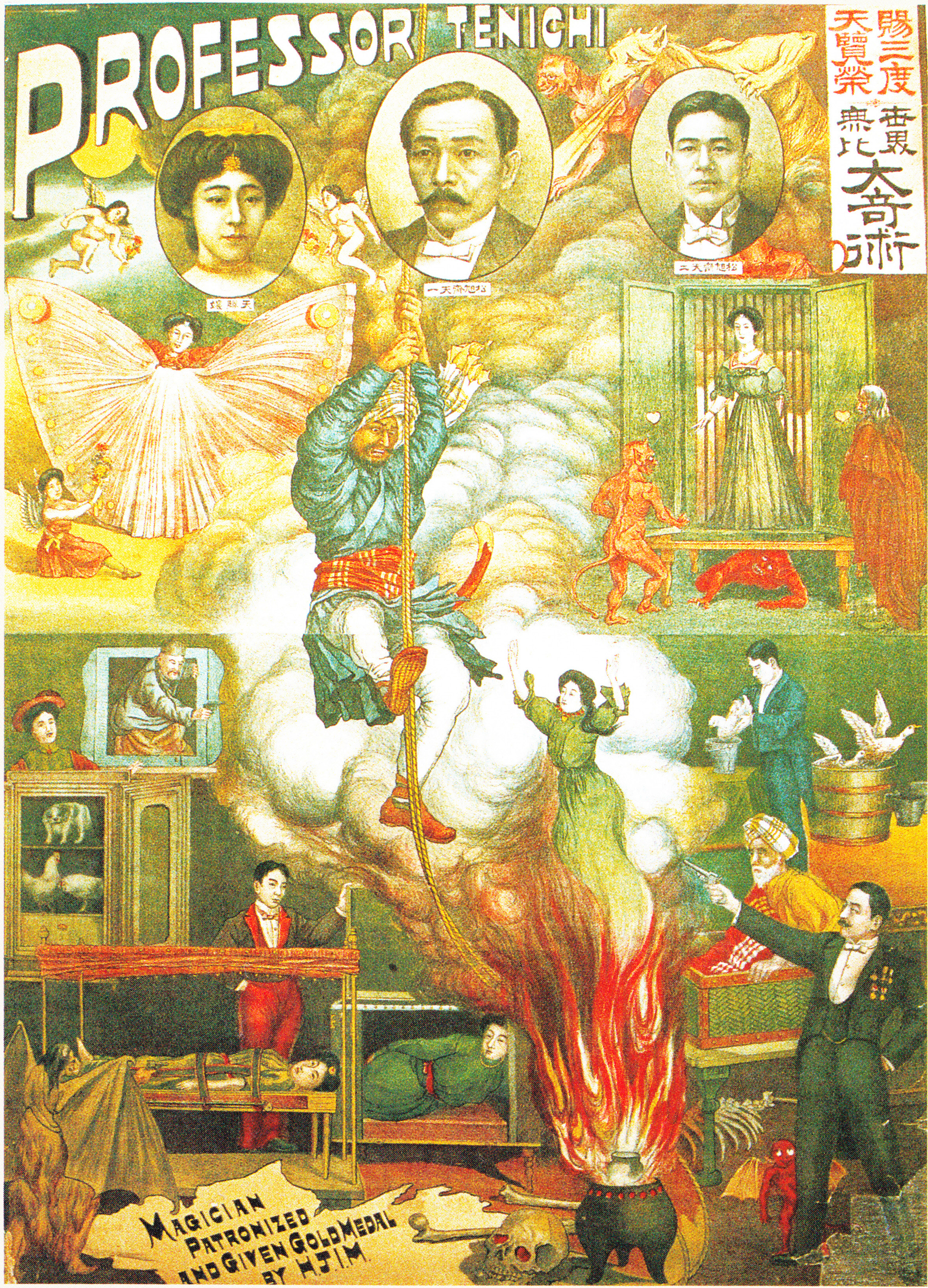
松旭斎天一一座のポスター（明治41年1月新富座公演分）。上部、左から天勝、初代天一、天二（後に二代目天一）

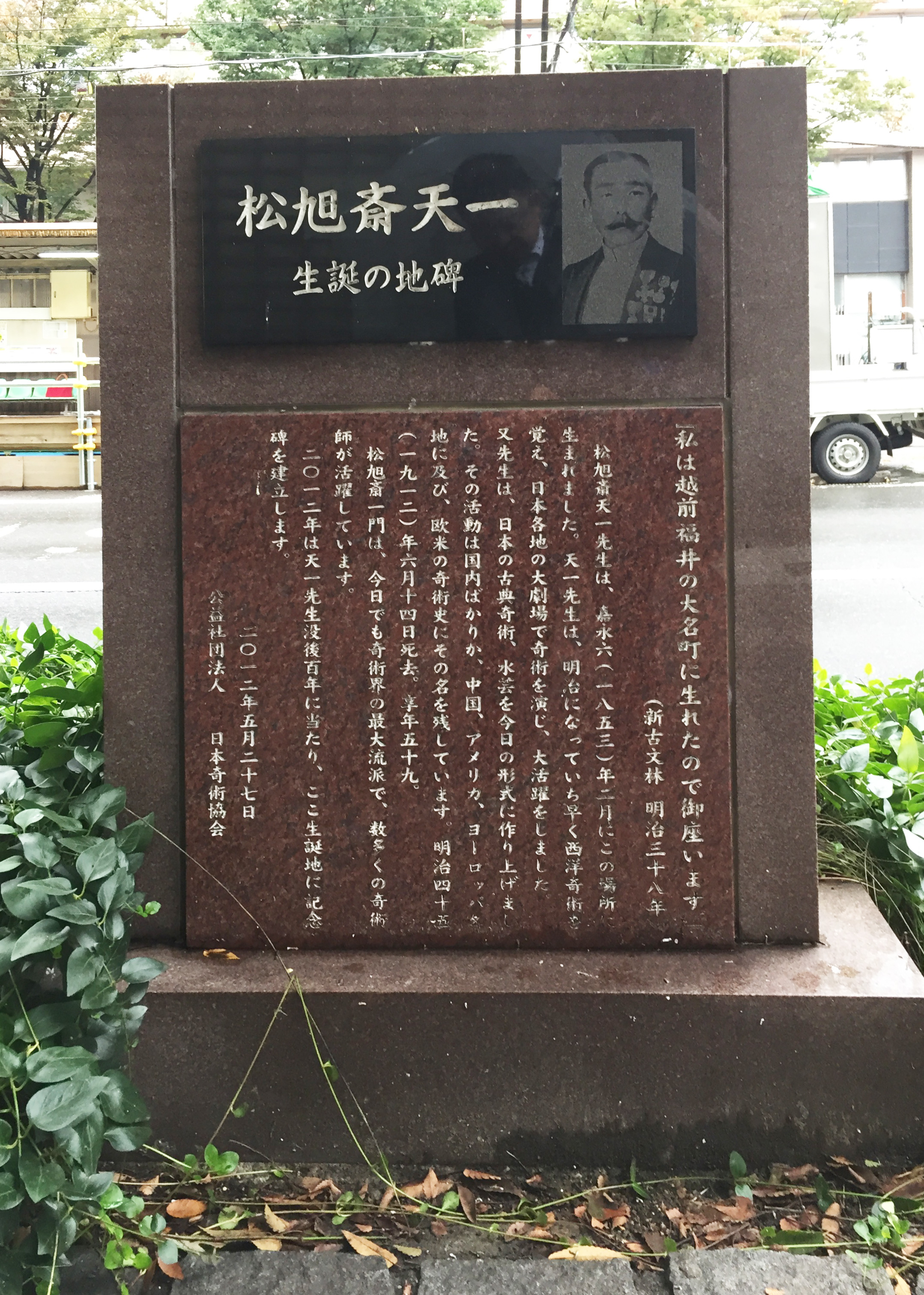
生誕の地碑（福井市順化1丁目1-1）

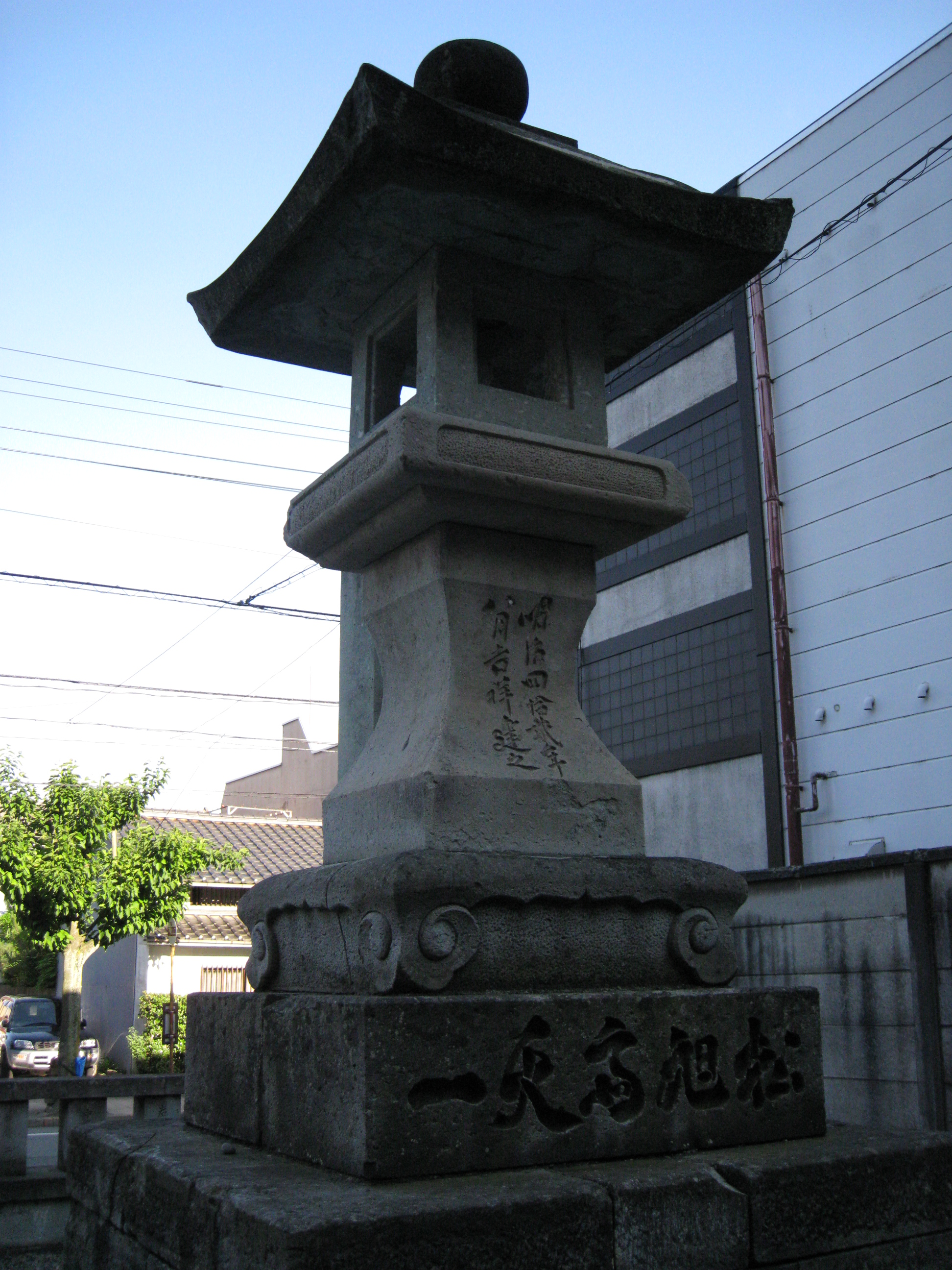
藤島神社境内にある天一が寄進した灯篭

初代松旭斎 天一（しょうきょくさい てんいち、1853年3月11日（嘉永6年2月2日） - 1912年（明治45年）6月14日）は、日本の奇術師である。福井城下（現在の福井県福井市）生まれ。本名は服部 松旭（はっとり しょうきょく）、幼名は牧野 八之助（まきの はちのすけ）。

## 人物
「日本近代奇術の祖」であり、松旭斎派の祖。弟子で養子に松旭斎天二（二代目松旭斎天一）、松旭斎天勝、松旭斎天洋、松旭斎天秀（柳妻麗三郎）らがいる。
父は福井藩の国家老・狛家の家臣で剣術師範の牧野海平。家が断絶となり、万延元年（1860年）に阿波在住の叔父が住職を勤める西光寺に預けられたが、両親が相次いで病没、得度して瑞山と名乗る。以降いくつかの寺を放浪。維新のころには淡路で浮れ節の前座で、講釈を始める。その後、土佐の剣渡りの太夫となるが、紀州で火渡りに失敗。立川松月という芸名を名乗っていたが、その後音羽瀧寿斎と改名。
明治9年（1876年）に阿波に戻り、服部松旭と改め戸籍を得る。大阪の見世物小屋で柳川蝶玉斎の西洋手品を見て感動、大阪で貿易商を営み、興行や見世物も行っていた西洋人ジョネスと知り合い、西洋手品を学ぶ。
明治11年（1878年）、ジョネスと上海へ巡業。西洋と中国の手品を学び、翌年帰国。大阪千日前の興行師奥田弁次郎の手で、イギリス帰りと偽り手品を行う。当時人気絶頂の帰天斎正一にあやかり、芸名を松旭斎天一と改め、明治13年（1880年）に天一一座を旗揚げ。「切支丹バテレンのハリツケ」や大礼服姿で演じる「陰陽水火の遣い分け」（水芸）で評判をとる。同年結婚後、阿波に戻り、後年海外で話題となる「サムタイ」を演じたりする。以降人気が上がり、十数名の一座で、明治18年には道頓堀の角座や東京浅草猿若町の文楽座（許可の関係で「文楽亭」と改称）で興行する。当時としては飛び抜けて高価な一円という入場料を取って、「三剣バクス積入」などの大掛かりな奇術で大成功を収めた。天一はスライハンドよりも大仕掛けの奇術を得意とし、「十字架の磔」「噴水自在の術」「大砲芸」などを見せた。また、「手妻」「放下」「手品」等の総称として「奇術」という用語を定着させる。台覧公演や天覧公演もたびたび行った。明治33年（1900年）に一座を解散し、天一、天二、天勝の師弟三枚看板で欧米を巡業する。
著書に「西洋手品種明し」がある。
2012年8月3・4・5日には、天一の出身地の福井市で没後100年記念奇術大会「天一祭」が開催された。以後ワンデーコンベンションとして毎年開催されている。同年5月27日には日本奇術協会により天一の生家があった福井市大名町交差点付近に没後100年記念の石碑が建立された。

## 略歴
- 1860年 - 阿波在住の叔父が住職を勤める西光寺に預けられたが、両親が相次いで病没。得度して「瑞山」と名乗るり、以降いくつかの寺を放浪。
- 明治維新頃 - 淡路で浮れ節の前座として講釈を始める。
- 土佐の剣渡りの太夫となるが、紀州で火渡りに失敗。立川松月という芸名を名乗っていたが、その後「音羽瀧寿斎」と改名。
- 1876年 - 「服部松旭」と改め戸籍を得て、大阪で貿易商を営む。大阪の見世物小屋で柳川蝶玉斎の西洋手品を見て感動し、興行や見世物も行っていた西洋人ジョネスと知り合い西洋手品を学ぶ。
- 1878年 - ジョネスと上海へ巡業し、西洋と中国の手品を学ぶ。
- 1879年 - 帰国。大阪千日前の興行師奥田弁次郎の手で、イギリス帰りと偽り手品を行う。芸名を「松旭斎天一」と改める。
- 1880年
  - 「天一一座」を旗揚げ。「切支丹バテレンのハリツケ」や大礼服姿で演じる「陰陽水火の遣い分け」で評判をとる。
  - 結婚後、阿波に戻る。後年海外で話題となる「サムタイ」を演じたりする。以降人気が上がる。
- 1885年 - 十数名の一座で道頓堀の角座や東京浅草猿若町の文楽座で興行。
- 1900年 - 一座を解散。天一、天二、天勝で欧米を巡業する。
- 1908年 - 東京の新富座で興行を行い、大盛況[11]。

## 福井市内に残る天一のエピソード
『福井新聞』1910年（明治43年）9月2日付には、次の記事が掲載されている。